# Rosenborg IHK
Rosenborg Ishockeyklubb (kurz RIHK) ist ein 1934 gegründeter norwegischer Eishockeyklub aus Trondheim. Die Mannschaften des Klubs tragen ihre Heimspiele in der Leangen Ishall aus.

## Geschichte
Der Klub wurde 1934 gegründet. In der Folgezeit spielte die Mannschaft regelmäßig in der zweitklassigen 1. divisjon, während der große Eishockeyclub der Stadt die Trondheim Black Panthers waren. Nach deren Auflösung 2008 nahm der Rosenborg IHK den Platz der Black Panthers innerhalb der Eishockeygemeinde Trondheims ein. In der Saison 2009/10 gelang der Mannschaft der Aufstieg in die GET-ligaen. In ihrer ersten Spielzeit in der höchsten norwegischen Spielklasse erreichte Rosenborg auf Anhieb die Playoffs, in denen es aber bereits im Viertelfinale ausschied.

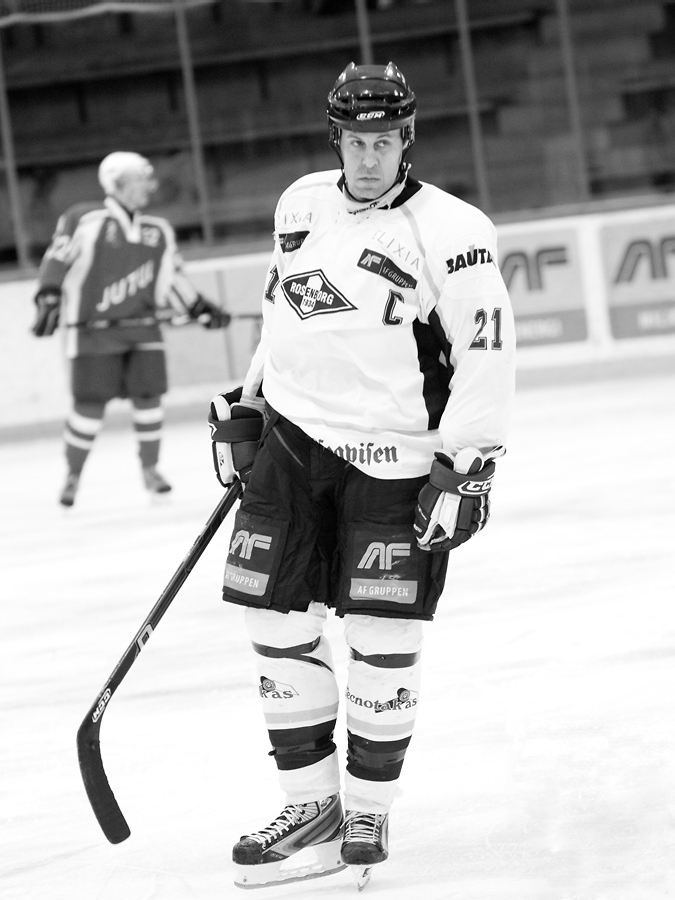
Ilja Dubkow, Kapitän des RIHK (2010)

Im Sommer 2014 erhielt Rosenborg keine Lizenz für die GET-ligaen und stellte in der Folge den Spielbetrieb der Profimannschaft ein. Da die Profiabteilung durch eine vom Verein unabhängige Gesellschaft betrieben wurde, blieb der Verein davon unbeschadet und betreibt seither ausschließlich Nachwuchsarbeit. Als Nachfolgeverein der Profis gilt das im Jahr 2015 gegründete Nidaros Hockey.

## Bekannte ehemalige Spieler
- Ryan Fairbarn
- Jordan George
- Ruben Smith